# The Best So Far
The Best So Far es el tercer álbum recopilatorio del cantante británico Robbie Williams. El álbum fue lanzado en 2006 solo en Brasil para celebrar su gira.

## Lista de canciones
1. Sin Sin Sin
2. Advertising Space
3. Feel
4. Angels
5. Sexed Up
6. Millennium
7. Come Undone
8. Rock Dj
9. Supreme
10. Tripping
11. No Regrets
12. Radio
13. Misunderstood
14. Let Me Entertain You